# 塚田勝弘
塚田 勝弘（つかだ かつひろ）は、自動車ライター。

## 来歴
中古車の広告代理店に数ヵ月勤務した後、1997年3月、ステーションワゴン誌『アクティブビークル』、ミニバン専門誌『ミニバンFREX』の各編集部で編集に携わる。主にワゴン、ミニバン、SUVなどの新車記事を担当する。 2003年1月『ゲットナビ』編集部の乗り物記事担当になり、車、カー用品、自転車などを担当。これら自動車関係の雑誌編集を約10年務めた後、2005年4月に独立し、フリーライター、エディターとなる。新聞、自動車雑誌、ライフスタイル雑誌、Web媒体などに寄稿、ミニバン、SUVの新車試乗記事、バイヤーズガイドだけでなく、カーナビ、カーオーディオ、カーエレクトロニクスなどカー用品の執筆、編集も行っている。ミニバンやSUVを使った「カーライフの楽しみ方の提案」で、モデルの選び方から購入後の愉しみ方まで指南する。
また、自動車メーカー関連の公式サイトの執筆や監修なども行っている。
現在の愛車は、デミオの最終型（1.5LガソリンMT）。